# Tula (verzetsstrijder)
Tula (geboorteplaats en -datum onbekend – Willemstad, 3 oktober 1795) was de leider van de Curaçaose slavenopstand van 1795. In 2010 werd hij uitgeroepen tot nationale held van Curaçao en in 2023 werd hij door de Nederlandse regering officieel gerehabiliteerd. Tijdens de opstand was zijn bijnaam Rigaud, naar generaal André Rigaud; de belangrijkste leider bij de succesvolle slavenopstand in de Franse kolonie Saint-Domingue (het latere Haïti).
Tula leefde en werkte in slavernij op plantage Kenepa ('Knip') in het westen van Curaçao. Hij nam het initiatief om op 17 augustus 1795 met ongeveer veertig tot vijftig medeslaven het werk neer te leggen en bij zijn eigenaar Casper Lodewijk van Uytrecht voor hun vrijheid te pleiten. Dit was het begin van de grootste slavenopstand in de geschiedenis van de Nederlandse Antillen. Onder zijn leiding trokken rond de tweeduizend slaven op naar gouverneur De Veer in Willemstad.
Toen tijdens de confrontatie met het koloniale leger gewapende strijd nodig bleek om zijn doel te bereiken, ging hij die niet uit de weg. Na zijn gevangenname door de Nederlandse autoriteiten werd hij ter dood veroordeeld en stierf hij de marteldood; hij werd levend geradbraakt. De opstand werd neergeslagen.  
Tula wordt beschouwd als een van de belangrijkste vrijheidsstrijders van de Nederlandse Antillen. Sinds 1985 wordt jaarlijks op 17 augustus de opstand herdacht op de Dia di lucha pa libertat (Dag van de vrijheidsstrijd), ook wel de Tulaherdenking genoemd.

## Levensloop
Waar en wanneer Tula precies geboren is, is niet bekend. Door verschillende auteurs zijn wel interpretaties gegeven aan het leven van Tula voor de opstand, maar feitelijke informatie over zijn eerste levensjaren en jeugd ontbreken. Wat zeker is en is vastgelegd in verschillende documenten, is dat Tula als slaaf werkte op plantage Kenepa (Knip) in het westen van Curaçao.

### Onvrede op de plantage
Al in 1638 werd door de West-Indische Compagnie het allereerste slavendepot in de Nieuwe Wereld ingericht op Curaçao. Curaçao groeide daarna uit tot de belangrijkste distributiehaven van de Trans-Atlantische slavenhandel.. Op de plantages groeide rond 1795 de onvrede vanwege de verslechterde leef- en werkomstandigheden. Slaven klaagden over het schaarse voedsel en de dure levensmiddelen die ze zelf moesten kopen. Ze werden gedwongen om zelfs op zondag, normaal gesproken de rustdag, te gaan werken om zo hun eigen voedsel te bekostigen. Dit ging in tegen het slavenreglement, waarin de meester zijn slaven diende te voeden. Daarnaast heerste er onvrede over de onrechtvaardige en zware straffen die werden uitgedeeld. Tula protesteerde tegen deze gang van zaken en wees de meesters erop dat ze zelfs niet volgens hun eigen regels handelden. Toen in 1795 de Bataafse Republiek, het latere Nederland en daarmee ook de Nederlandse Antillen, onder Frans regime kwam en het gerucht ging dat de slaven in de Franse kolonie Saint-Domingue bevrijd waren, meende hij eindelijk stevige grond te hebben om hetzelfde op Curaçao te eisen. Samen met bastiaan Carpata, Louis Mercier, Pedro Wacao en andere slaven van plantages uit de omgeving die hetzelfde dachten over slavernij, begon hij bijeenkomsten te organiseren en binnen een paar dagen had hij een klein leger gevormd dat bereid was te vechten voor hun vrijheid. Hij sprak zijn medeslaven toe en nam het initiatief om in opstand te komen.

### Opstand en verslaggeving over Tula bij de onderhandelingen

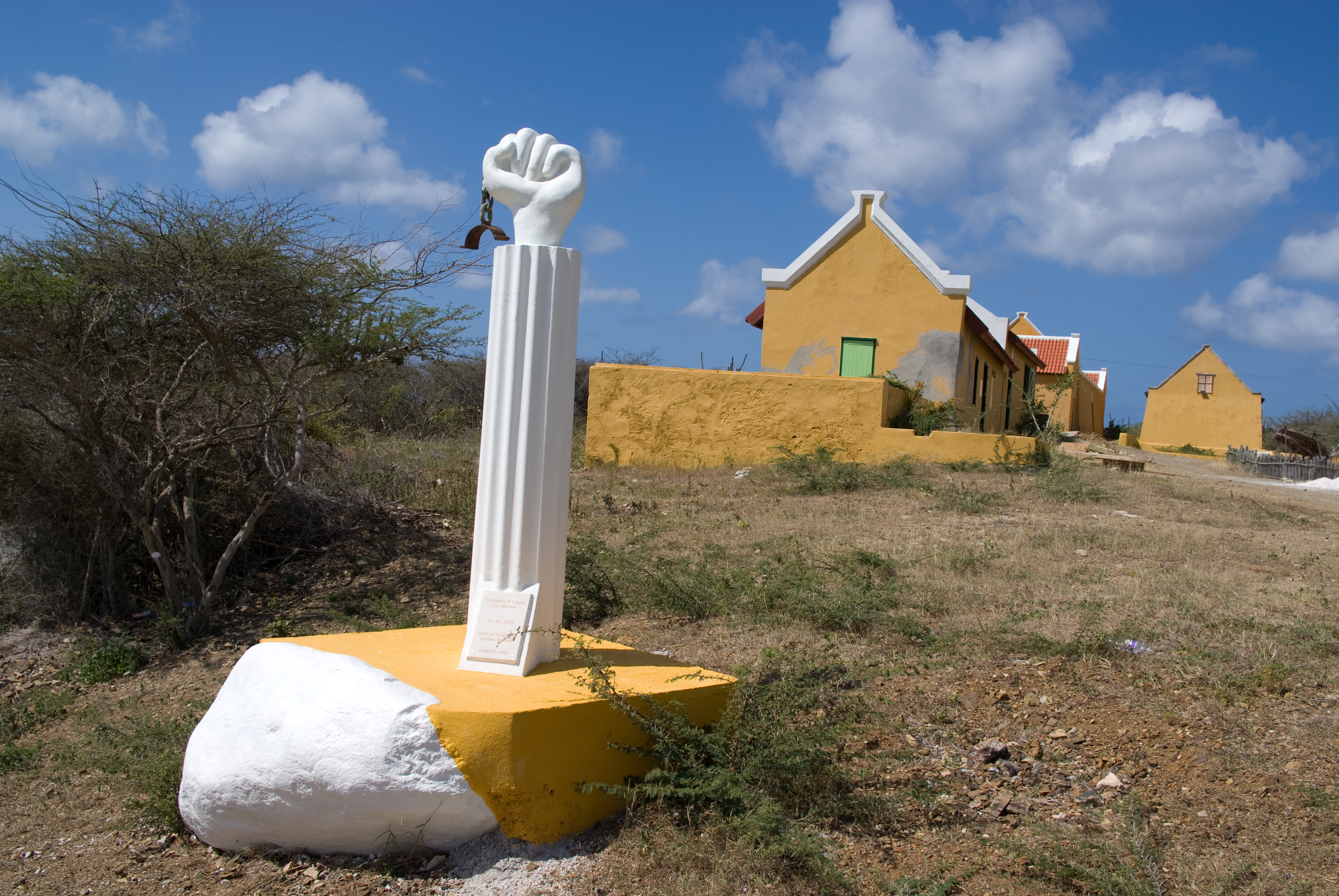
Monument ter nagedachtenis aan de opstand bij landhuis Kenepa

Op 17 augustus 1795 weigerde Tula te gaan werken en samen met ongeveer veertig tot vijftig medeslaven ging hij naar zijn eigenaar Caspar Lodewijk Van Uytrecht om voor hun vrijheid te pleiten, waarop zij meenden recht te hebben. Uit overmacht verwees Van Uytrecht hem door naar gouverneur De Veer in Willemstad, om bij hem zijn verhaal te doen. De groep onder Tula’s leiding trok over het eiland langs verschillende plantages, zoals Lagún, Santa Cruz, Porto Mari, San Nicolas, Santa Martha en San Juan, waar steeds meer slaven zich aansloten. Ze bevrijdden slaven die gevangenzaten, zodat de groep werd uitgebreid tot tweeduizend slaven. Tijdens de opstand zou een onderwijzer, meneer Sabel, achter een paard zijn gebonden, waarop deze is overleden. De Koloniale Raad probeerde de opstand tegen te gaan en de slaven terug te laten keren naar hun plantages door te onderhandelen. Verschillende gezanten werden gestuurd om met Tula te spreken als leider van de opstand en deden hier verslag over. Deze eurocentrische bronnen vormen het merendeel van wat bekend is over Tula. Een van de gezanten was franciscaner pater Jacobus Schink. In zijn geschriften vertelt hij (omgezet in modern Nederlands):
“Toen ik het huis binnentrad, trof ik een neger genaamd Tula, voorzien van een degen, en men noemde hem kapitein. Veel negers kwamen rondom mij staan. [...] Tula begon te spreken: ‘Wij zijn al te erg mishandeld. Wij willen niemand kwaad doen, maar we willen onze vrijheid. De Franse negers hebben hun vrijheid gekregen, Holland is ingenomen door de Fransen en daarom moeten wij ook hier vrij zijn.’"
Hieruit blijkt de duidelijke leidersrol die Tula vervulde en zijn welbespraaktheid. Hij verwijst naar de ontwikkelingen in de internationale politiek en trekt hieruit logische conclusies voor de situatie op Curaçao. Tula gaat verder:

[…] Heer pater, komen alle mensen niet voort uit Adam en Eva? Heb ik er kwaad aan gedaan dat ik 22 van mijn broeders verlost heb van hun boeien die hun onrechtmatig waren aangedaan? […] Ach Pater, men draagt meer zorg voor een beest: als een beest een been breekt, wordt het genezen.’”
Ook de Bijbel wordt zo in de redevoering van Tula betrokken en hij wijst op het onrecht dat hen wordt aangedaan. Als boodschap aan de gouverneur geeft Tula als laatste aan pater Schink mee: “Wij verlangen niet anders dan onze vrijheid.” Deze werd echter niet aan de slaven gegeven, waarop enkele weken van bloedige slagen met het leger van de Koloniale Raad volgden met wisselende successen.

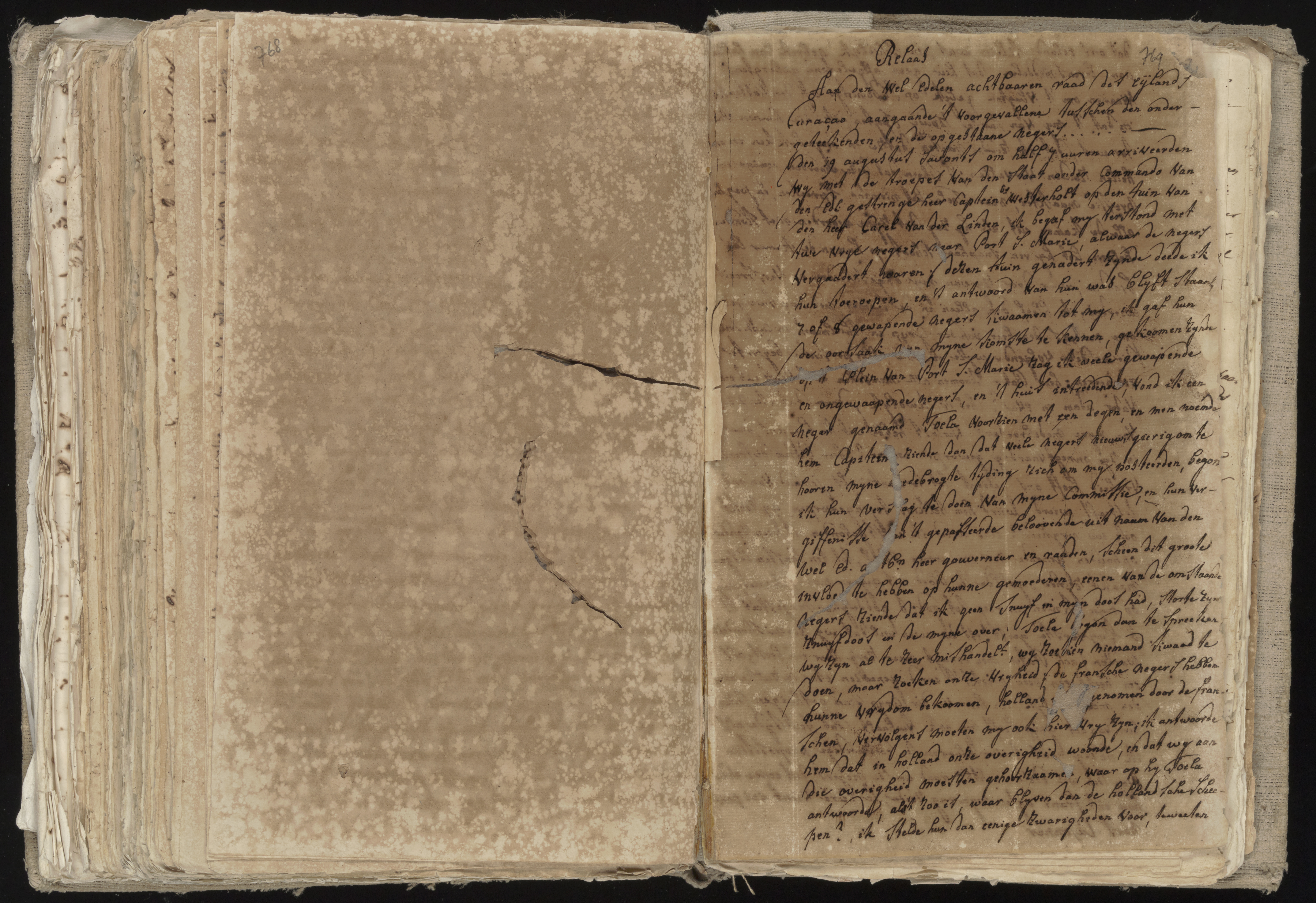
De ontmoeting van pater Jacobus Schink met Tula

Door zijn rol in de opstand kreeg Tula, naast kapitein, de bijnaam ‘Rigaud’, naar de Franse generaal en leider van de slavenopstand in San Domingo, André Rigaud, die leidde tot de vrijheid van de slaven in Haïti. Er werd zelfs beweerd dat Tula met hem in contact stond. Zijn medeslaven van Curaçao hoopten dat hij hen naar de vrijheid zou brengen, net zoals Rigaud.

### Tula's dood

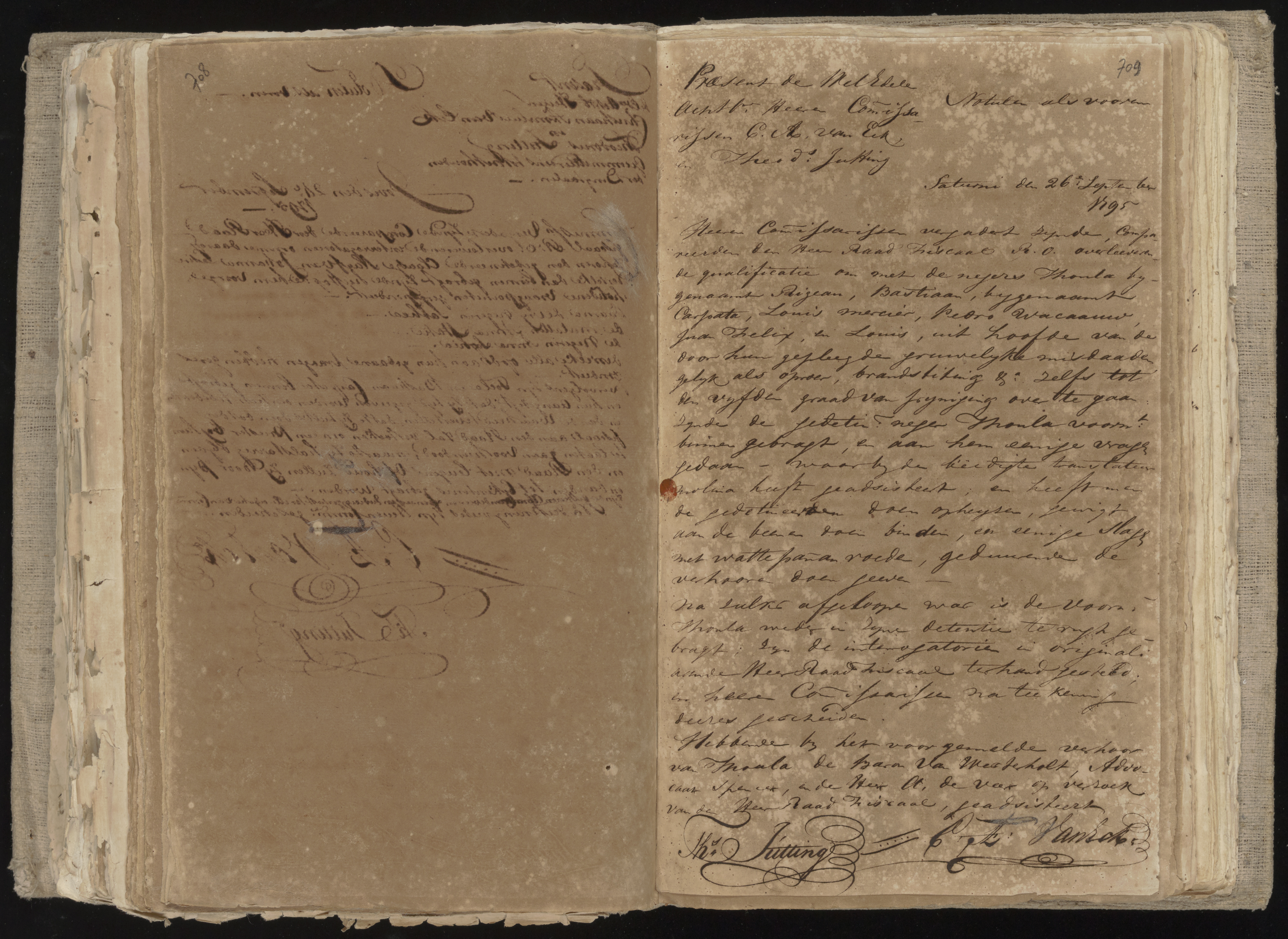
De beschrijving van de marteling van Tula

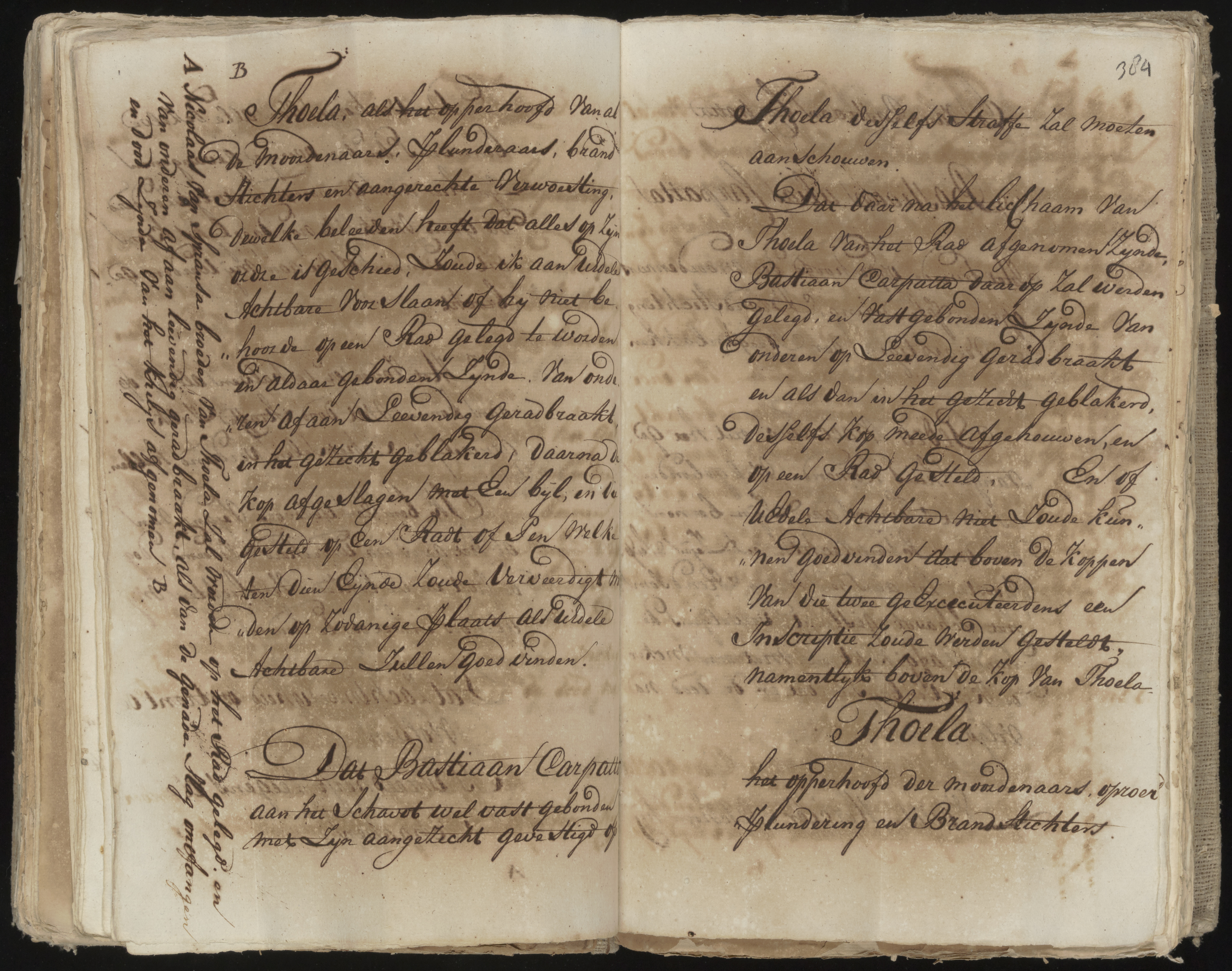
De beschrijving van de straf en executie van Tula

Op 18 september 1795 werd Tula verraden door een medeslaaf van Caspar Lodewijk van Uytrecht en ter dood veroordeeld nadat hij de valse verklaring had moeten afleggen dat zijn eigenlijke doel was om alle blanken op het eiland te vermoorden. Na langdurige martelingen bekende Tula dat hij zich had laten inspireren door de Franse revolutie en de Haïtiaanse Revolutie (de bevrijding van de slaven in Saint-Domingue). Hierdoor zou hij vinden dat op Curaçao de slavernij afgeschaft moest worden door de blanke overheersing omver te werpen en zelf de regering over te nemen.
Op basis van deze gedwongen uitspraken werd Tula ter dood veroordeeld en geëxecuteerd. Hij werd vastgebonden aan een kruis, waarna vanonder zijn botten werden gebroken met een ijzeren staaf (levend geradbraakt), daarna werd zijn gezicht geblakerd (verbrand) met fakkels en vervolgens werd hij onthoofd. Zijn hoofd werd samen met dat van Carpata op een stok gezet en diende vervolgens als afschrikmiddel op het galgenveld. De rest van het lichaam werd samen met die van medeleiders Bastiaan Carpata en Pedro Wacao met stenen verzwaard in zee gegooid.

### Nasleep en effect van de opstand
Het feit dat de opstand hard neergeslagen en Tula veroordeeld werd, betekent niet dat het initiatief van Tula geen effect heeft gehad. Zijn opstand wordt gezien als belangrijke eerste stap in de emancipatie van de zwarte bevolking van Curaçao. Na Tula’s dood zorgden de Nederlandse autoriteiten ervoor dat de planters hun personeel beter gingen behandelen om meer opstanden te voorkomen. Op 20 november 1795 werden nieuwe regels van het beruchte slavenreglement voor de behandeling van slaven bekendgemaakt, die streng werden nageleefd. De zondag werd bijvoorbeeld weer een vrije dag, er kwamen voorschriften voor een maximale werktijd en een minimale verstrekking van voedsel en kleding. Het verzet van Tula en de opstanden die daardoor ontstaan zijn, droegen ertoe bij dat Nederland achtenzestig jaar later (in 1863, vele jaren na Engeland en Frankrijk maar twee jaar voor de Verenigde Staten) de slavernij heeft afgeschaft.

## Verschillende representaties van Tula

### Spelling van de naam
In de originele documenten uit de achttiende eeuw wordt de naam van de slavenleider op verschillende manieren geschreven: Toela, Thoela, Toula, of Thoula, wat het Frans-Nederlandse klimaat van die tijd aangeeft. Lange tijd bestond er dus geen vaste schrijfwijze. Tegenwoordig is de gebruikelijke notatie van deze klanken 'Tula'. Belangrijker dan de spelling is echter de manier waarop de persoon Tula wordt beschreven in de verschillende soorten teksten. Door de jaren heen hebben namelijk grote verschuivingen in de beeldvorming plaatsgevonden.

### Verslagen uit 1795: Tula als bloeddorstige rebel
In de overgeleverde documenten uit 1795, zoals de journalen van Curaçao en de notulen van de extraordinaire politieraad, waarin verslag werd gedaan van de gebeurtenissen, wordt er naast de verschillende spellingen van de naam, meerdere malen gesproken over ‘de rebelleerende neeger’ of ‘opperhoofd der rebbellige negers’. In de meerderheid van de gevallen wordt benadrukt dat het gaat om een ‘neeger’ en de ‘slaaf van de heer Casper Lodewijk van Uytrecht’ en daarmee om een minderwaardig persoon. In die tijd werden mensen met een donkere huidskleur sociaal immers als lager gezien. Meer specifiek wordt hij omschreven als ‘het hoofd, aanlijder, en aanvoerder van het moordzieke rot’ en ‘een zeer geveijnsd schurk’. De raad-fiscaal P.Th. van Teylingen stelt zelfs voor om na de onthoofding van Tula boven zijn kop een inscriptie te plaatsen met: ‘het opperhoofd der moordenaars, plundering en brandstichters’. Het gezag zorgde er zo voor dat Tula diende als afschrikmiddel: als iemand het in zijn hoofd halen om weer in opstand te komen, dan zou diegene hetzelfde lot wachten als Tula.

### Doorwerking Nederlandse beeldvorming
Ondanks dat het leven van Tula een grote impact heeft gehad op de geschiedenis van Curaçao, werd deze geschiedenis daarna door de Nederlandse machthebbers lang verzwegen. Aangezien er enkel eurocentrische bronnen van de overheersers waren overgeleverd, bleef met name een negatief beeld over van Tula. In Nederland werd in de jaren twintig en dertig van de twintigste eeuw nog steeds een negatief beeld over hem geschetst. Tula werd afgedaan als moordenaar en opstandige slaaf die ‘een wrede onverantwoorde opstand geleid had’. Ook op Curaçao was hij een taboe. Tula kwam niet voor in het lesmateriaal op de scholen op het eiland en werd niet besproken. Als er al over hem gesproken werd, was dat buiten school en ging het over een bloeddorstige rebel die de regering omver wilde helpen. “Te lang is ons ingeprent dat er op 17 augustus niets te vieren viel, dat het maar om een paar opstandige slaven ging die niet eens gesteund werden door anderen.” zei Curaçaoënaar Ronnie Martina. Ook in de orale overlevering, die een grote rol speelt in de Curaçaose cultuur, werd hij zo in een slecht daglicht geplaatst.

### Vrijheidsstrijder wordt nationale held
Tula werd steeds meer gezien als symbool tegen de slavernij. In 2010 werden hij en andere leiders van de slavenopstand officieel gerehabiliteerd als ‘mannen en vrouwen van eer en goede naam’ en op initiatief van het Fundashon Rehabilitashon Tula werd hij zelfs officieel uitgeroepen tot nationale held van Curaçao. Dit werd nog eens benadrukt in 2013, toen het 150 jaar geleden was dat de slavernij door Nederland werd afgeschaft. Dat jaar werd door de ministerraad namelijk uitgeroepen tot het jaar ter ere van de vrijheidsstrijder Tula. Volgens oud-premier Don Martina kan de nationale held Tula zich nu voegen bij illustere internationale vrijheidsstrijders zoals Nelson Mandela, Martin Luther King en Gandhi. Sinds 2020 is hij opgenomen in het lijstje van vijftig onderwerpen die inkijk geven in de Curaçaose geschiedenis, de zgn. Canon van Curaçao.
In Nederland gaat deze erkenning moeizamer. In 2021 werd een motie in de Tweede Kamer om Tula op te nemen in het onderwijs nog afgewezen, maar op 29 oktober 2022 werd wel een motie aangenomen om meer aandacht geven aan de verhalen van vrijheidsstrijders als Tula en anderen in het onderwijs en tegelijkertijd ook onderzoek naar hen te doen. In de excuses van de Nederlandse regering voor het slavernijverleden werd Tula door minister-president Mark Rutte met name genoemd. Op 4 oktober 2023 erkende staatssecretaris Alexandra van Huffelen Tula namens Nederland als 'held voor ons allemaal'. "Het was een man die streed voor vrijheid, gelijkheid en broederschap".

### Relatie met Sablika
Sablika was een vrije zwarte vrouw die ten tijde van de slavenopstand van 1795 op Curaçao leefde. In de 21e eeuw is zij een symbool geworden voor vrouwelijke verzetsstrijders die in de geschiedschrijving onzichtbaar blijven. De belangstelling voor de figuur Sablika groeide en er begonnen tot dan toe onbekende verhalen over haar te circuleren. Zo zou zij de vriendin van Tula zijn geweest. Pater Jacobus Schink, die met de opstandelingen contact onderhield, zou Sablika een brief hebben geschreven; zij had hem gevat en zelfbewust geantwoord. Er zijn echter geen historische bronnen te vinden voor de relatie met Tula, of voor een briefwisseling met Schink.

## Herdenkingen en monumenten

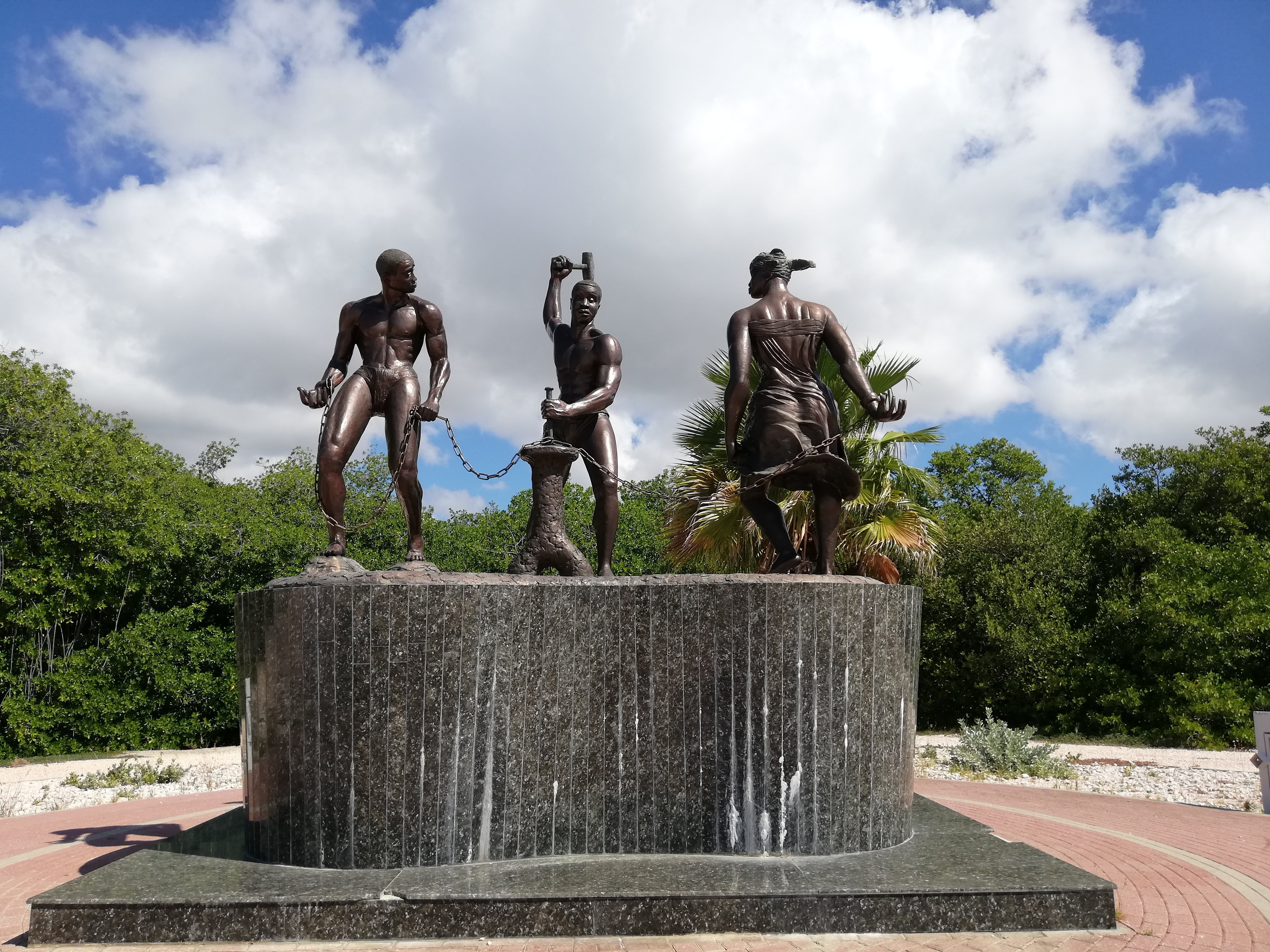
Emancipatiemonument 'Desenkadená', Parke di Lucha pa Libertat, Willemstad, door Nel Simon, 1998

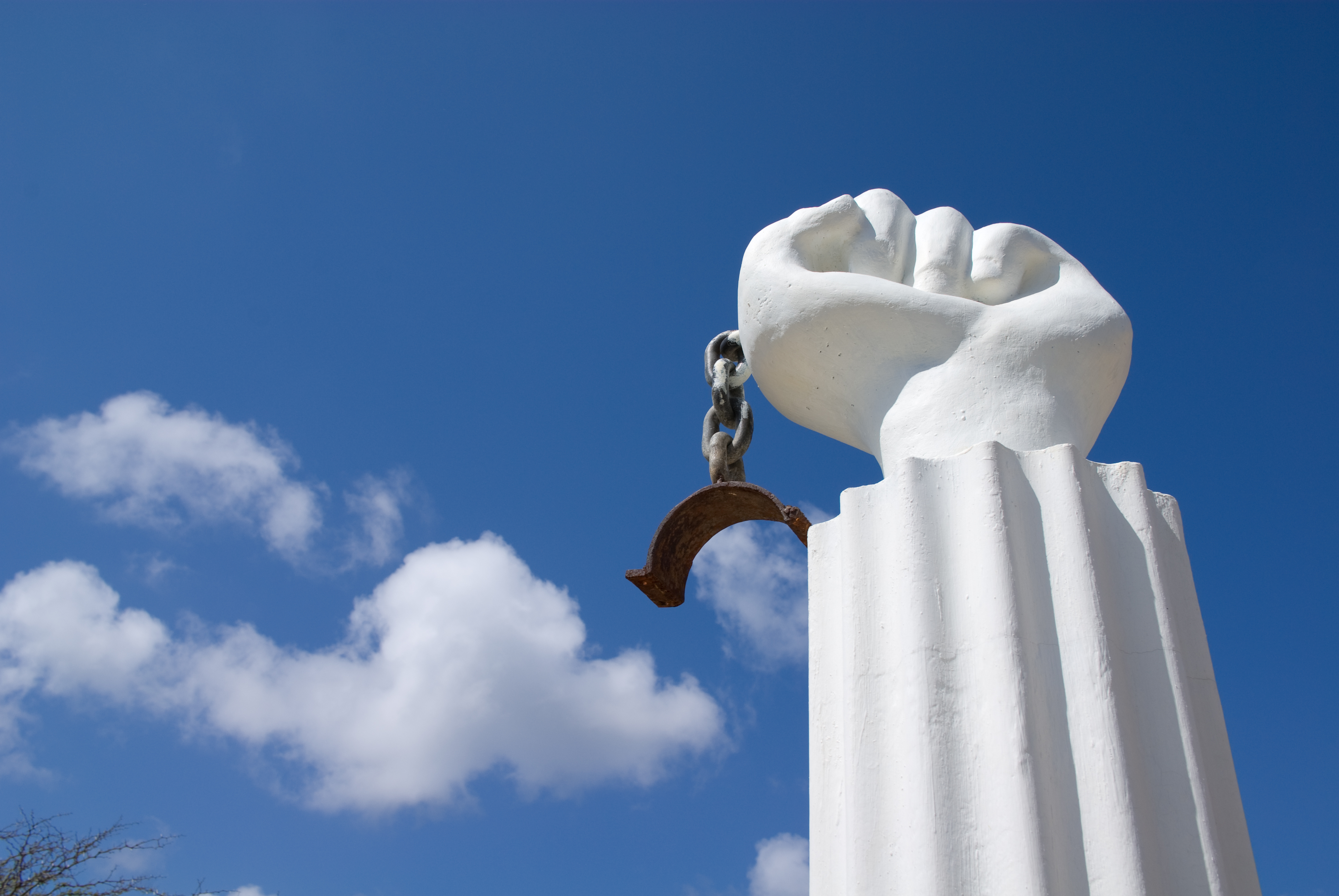
Een van de zeven monumenten ter nagedachtenis aan Tula's opstand, door Yubi Kirindongo, 2009

Vanaf de jaren tachtig van de 20e eeuw wordt Tula op verschillende manieren herdacht.

### Herdenkingsdag en -park
In 1984 werd door gezaghebber Ronald A. Casseres door middel van een proclamatie 17 augustus, de dag waarop de opstand begon, uitgeroepen tot de Dia di lucha pa libertat: de Dag van de Vrijheidsstrijd. Ieder jaar wordt op deze dag de opstand herdacht en worden de leiders en met name Tula geëerd, waardoor het ook wel de ‘Tula herdenking’ of ‘Dag van Tula’ wordt genoemd. In hetzelfde jaar werd bij het rif de Parke di Lucha pa Libertat (het Park van de Vrijheidsstrijd) geopend, waar sinds 1998 een beeldengroep staat op de plek waar hij onthoofd is.

### Monumenten

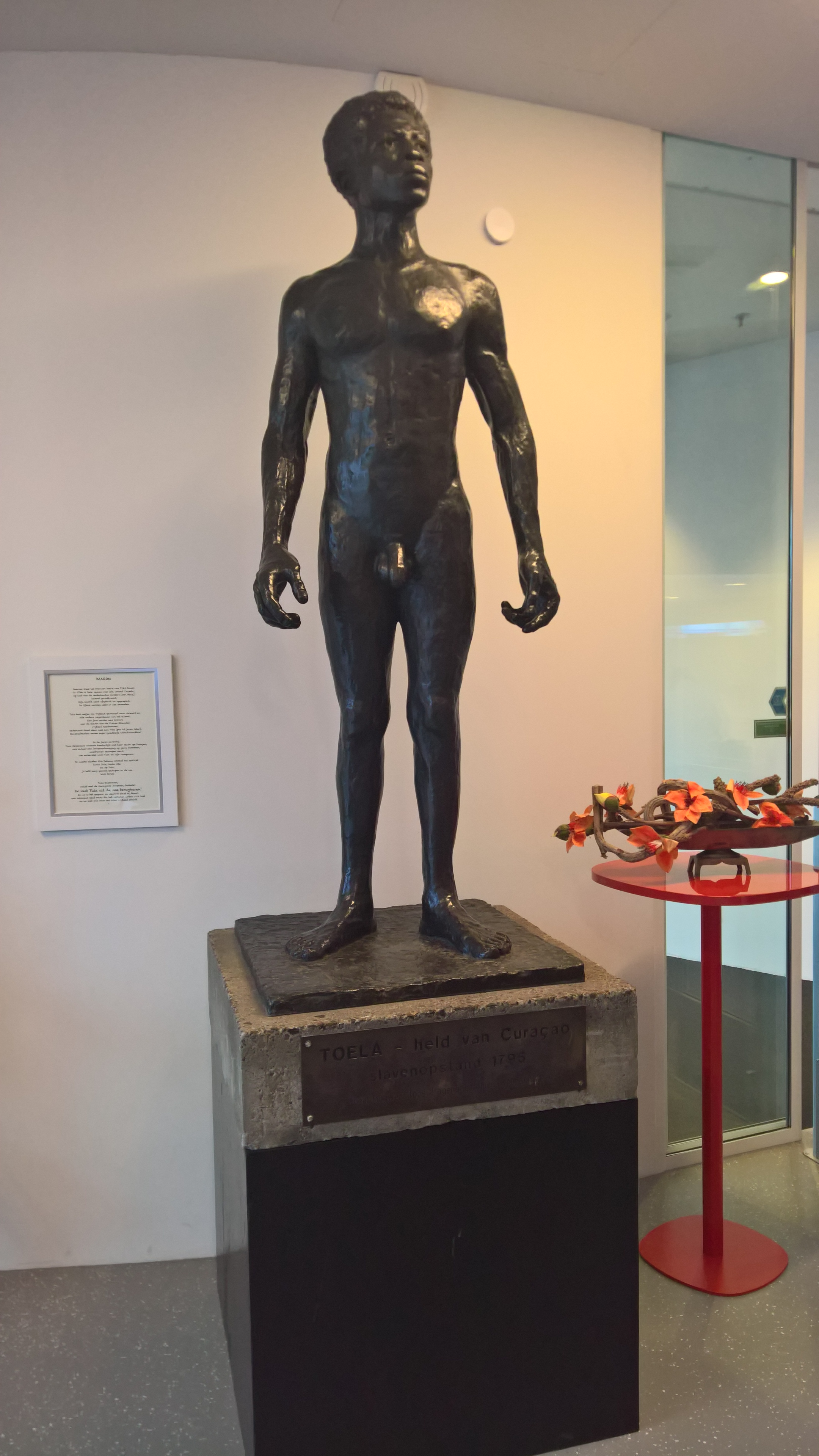
Standbeeld van Tula in Winschoten

In 1970 was er in Curaçao al een standbeeld van Tula gemaakt door de Nederlandse beeldhouwer Toos Hagenaars. Toen kwam er echter protest tegen, omdat hij nog gezien werd als ‘schurk’ en de slavernij beter vergeten kon worden, volgens sommige Antillianen.  Hagenaars nam het beeld daarom terug naar Nederland, waar het geplaatst werd in Winschoten. In 2023 klonk opnieuw protest, nu tegen het regeringsplan tot terugplaatsing op het eiland. Dit vanwege de naaktheid en de gelaatssuitdrukking van Tula.
In 1998 werd aan de zuidkust van Curaçao het Desenkadená-monument van Nel Simon onthuld. Het is een belangrijke bezienswaardigheid op het eiland. Elk jaar vindt hier de Tula herdenking plaats.

### Tula-route
Sinds 1998 is het mogelijk om de zogeheten Ruta Tula te lopen: een tocht langs de belangrijkste plaatsen van Tula’s strijd tijdens de slavenopstand, waarbij de geschiedenis door acteurs tot leven wordt gebracht. Deze wordt jaarlijks gehouden rond de herdenkingsdag van Tula. In het Landhuis Kenepa (Knip), waar Tula werkte als slaaf en hij de slavenopstand begon, was van 2007 tot 2021 het Tula Museum gevestigd. Hier kon men naast het verhaal over Tula meer te weten komen over de Afro-Curaçaose culturele erfenis, waaronder de slavernijgeschiedenis en het verzet hiertegen.
In 2009 werden zeven nieuwe monumenten opgericht, die het spoor van het verzet van 1795 aangeven: zeven witte pilaren met een vuist die een gebroken keten vasthoudt, bij het Landhuis Kenepa (Knip), Santa Cruz, Porto Marie, Rif Sint Marie, Seri Neger en Savonet.

### Vernoemingen in het straatbeeld
- In 1995 werd in Amsterdam-Zuidoost een straat naar Tula vernoemd. Hierna kreeg een straat in de Utrechtse wijk Voordorp de naam Tulastraat.
- In 2016 werd een pad in Den Haag vernoemd naar Tula. Het Tulapad ligt nabij de Laan van de Mensenrechten in de wijk Loosduinen.[39]
- In 2018 onthulde Koning Willem-Alexander het naambord van de 'Tulapier' in Otrobanda, Willemstad; een tweede aanlegplaats voor cruiseschepen.[40] De naam Tulapier kreeg de meeste stemmen tijdens een "name the pier contest" van Curaçao Ports Authority.
- In 2022 werd een straat nabij het Zuiderpark in Rotterdam naar Tula vernoemd.[41]

## Tula-producties door de tijd heen

### Jaren 60: Eerste verhalen in het Papiaments
De eerste verhalen waarin Tula anders werd gepresenteerd verschenen in de jaren zestig in het Papiaments. In het verhaal Tula van Pierre Lauffer vertelt de oude plantageopzichter Monchi bijvoorbeeld aan zijn kleinkinderen hoe dapper Tula was. Hij vertelt hoe Tula geweren uitdeelde en zijn kameraden aanmoedigde de soldaten van de Koloniale Raad tot vluchten te dwingen. Andere slaven vernielden en beroofden opslagplaatsen en staken in hun woede huizen in brand, maar Tula was het hier volgens hem niet mee eens. Tula zou volgens hem gezegd hebben: “Ta blo ora nos no tin otro moda, nos por uza arma” (God straft ons als wij anderen doden; alleen wanneer het niet anders kan, zullen we naar de wapens grijpen). Dit ging in tegen het bloeddorstige karakter dat voor die tijd aan Tula werd toegeschreven. Pas als het niet anders kon, was Tula volgens de verteller bereid geweld te gebruiken. Monchi citeert: “Als zij weigeren ons aan te horen, zullen we zeer zeker om onze vrijheid strijden, tot aan de dood!”, waarna de verteller besluit: “Tula stierf als een echte man”.In deze vertelling werd zo goede bedoelingen van Tula benadrukt. Hierin kwam naar voren dat hij niet een gewelddadig man zou zijn geweest, maar dat de tegenpartij hem geen andere keus gaf dan geweld te gebruiken, wilde hij zijn rechtvaardige doel bereiken.
In 1968 wordt door Guillermo E. Rosario een volledige roman gewijd aan de slavenopstand op Curaçao, in het Papiaments: E rais ku no ke muri: bida di un hòmber….Tula! (De onsterfelijke wortel). Tula krijgt in dit boek de naam ‘Kato’. Hij wordt vanaf zijn dertiende gevolgd, op het moment dat hij zich nog in Afrika bevindt. In dit verhaal wordt verteld dat de hoofdpersoon al een vrouw en kind zou hebben gehad in Afrika, voor hij naar Curaçao werd verscheept. Doordat de lezer mee kan lezen hoe hij tot slaaf wordt gemaakt en wordt gescheiden van zijn vrouw en kind, wordt het begrijpelijker wat Tula aanzet tot de opstand. Eenmaal op Curaçao groeit zijn wraakzucht en wordt een bezoek gebracht aan Toussaint Louverture in Haïti om hem wapens te laten leveren aan Curaçao. Samen met Louis Mercier, Pedro Wacau en Bastiaan ‘Carpata’ bereidt hij vervolgens de opstand voor. De sociale betrokkenheid van Rosario die uit dit werk blijkt, deed weldadig aan in een tijd, waarin de meeste mensen niet geassocieerd wilden worden met deze ‘schurk’. Tula kreeg in deze roman een menselijker perspectief.

### Jaren 70: Toneelstuk zorgt voor omslag
De grote verandering in het beeld over Tula kwam in 1971 met het toneelstuk Tula, e Rebelion di 1795 van Pacheco Domacassé, gespeeld door zijn groep Nos Kousa en geregisseerd door de Belgische regisseur Tone Brulin. Met Tula als hoofdpersoon was dit het eerste stuk over de slavernijgeschiedenis van Curaçao vanuit het perspectief van de zwarte Curaçaoënaar. Doordat Tula van begin tot eind gevolgd wordt in dit toneelstuk, werd hij neergezet als rechtvaardige strijder, met name door zijn tekst: “No ta nos intenshon pa hasi ningun hende [….] ningun klase di daño, pero… pero… si ta sánger mester drama pa nos libertat i di nos rumannan, lo é drama!” (Het is niet onze bedoeling om wie dan ook enige schade toe te brengen, maar…, maar… als het bloed moet vloeien om onze vrijheid en die van onze broeders te verkrijgen, dan zál het vloeien!). Domacassé wilde hiermee Curaçao bewust maken van haar eigen cultuur, nadat hier jarenlang met name vertalingen van traditioneel westerse toneelstukken waren vertoond. Hij wilde het volk wakker schudden en bewondering en erkenning meegeven voor eigen ras en identiteit door ze te laten inzien welke heldendaden Tula had verricht. Door bij te dragen aan de emancipatie van de gewone man was Tula de ware held van Curaçao, volgens Domacassé, en niet de generaals Bolívar, Brion en Piar.
Deze boodschap over Tula werd zeer goed ontvangen door de critici. Het bekende Antilliaanse dagblad Amigoe sprak over een ‘historisch ogenblik’, de Beurs- en Nieuwsberichten bejubelde de aandacht voor ‘een belangrijk stuk Antilliaanse geschiedenis’ en het Theater der Zeit noemde het ‘das erste nationale Drama’. Het toneelstuk over Tula kon daardoor met veel succes herhaaldelijk opgevoerd worden op Bonaire en Curaçao en kreeg een belangrijke maatschappelijke functie. Met Tula creëerde Domacassé zo namelijk een antikolonialistische bewustwording van de eigen geschiedenis, die door westerse geschiedschrijvers vervalst was.
Na het verschijnen van dit toneelstuk volgden meer werken over Tula waarin zijn imago wordt hersteld. In de roman Dubbelspel (1973) van Frank Martinus Arion, bijvoorbeeld, wordt de bestaande Winston Churchillweg uit eerbetoon hernoemd tot Tulaweg.. In 1973 kwam ook de publicatie Tulla. Verlangen naar Vrijheid (uitgegeven door het Eilandbestuur van Curaçao) van J. Hartog uit, met een 'Ten geleide' van A.E. Kibbelaar, gezaghebber van Curaçao, en een voorwoord van J.L. Martina, Hoofd Afdeling Volksontwikkeling en Cultuur. 

### 21e eeuwse producties
Vanaf de laatste eeuwwisseling verschijnen steeds meer publicaties over Tula, zowel informatief, als in de vorm van gedichten, film en theater.

### Informatief
In 1995 publiceerde Charles do Rego een Papiaments-talig boek getiteld Sklabitut i rebelion, 1795. Volgens Do Rego had de opstand een dramatische impact en was het een belangrijke factor in de emancipatiestrijd van de mensen op Curaçao en de andere Antillaanse eilanden.
In Tula: de slavenopstand van 1795 op Curaçao uit 2011 geven verschillende auteurs hun visie. Don Martina, ex-premier van de Antillen, gaat in op de hededaagse betekenis van 1795 voor de Antilianen, mede in relatie tot Nederland. Charles do Rego bespreekt onder meer de relatie tussen de opstand en de Franse revolutie. De Surinaamse historicus Sandew Hira analyseert de Antilliaanse opstand op basis van originele bronnen en plaatst deze in een internationaal kader.

### Poëzie
In 2012 verscheen Topa Tula- Ontmoet Tula, een proza- en poëziebundel met teksten over Tula, zowel in het Papiaments als in het Nederlands. Hierin wordt Tula verbonden met het heden, waarin vrijheid in alle vormen en maten nog steeds bevochten moet worden. Tula blijkt te dienen als voorbeeld "om ons te bevrijden van onze slaafse mentaliteit" ("pa liberá nos mentalidat sklabisá").

### Film
Internationale aandacht voor Tula kwam er in 2012 met de speelfilm Tula: The Revolt van Jeroen Leinders, een Nederlandse filmproductie met een internationale cast. Hoofdrollen hierin zijn weggelegd voor de Brits-Nigeriaanse acteurs Obi Abili en Natalie Simpson. Daarnaast spelen Nederlandse acteurs mee als Jeroen Krabbé, Jeroen Willems, Henriëtte Tol en Derek de Lint, maar ook bijvoorbeeld de Amerikaanse acteur Danny Glover. De film is hierdoor volledig Engelstalig, met enkele frasen in het Papiaments.
Ongeveer gelijktijdig bracht Leinders ook een roman uit: Tula: verloren vrijheid. Hierin wordt beschreven hoe Tula bij zijn vader Jorboe en moeder Rosita woont op plantage Kenepa. Er wordt niet gerept over andere plekken waar hij geweest is, waardoor het idee kan ontstaan dat hij geboren en getogen is op deze plantage. Hij heeft een gehandicapt broertje, Quaku en een geliefde, Speranza en hij praat met zijn ouders en vrienden over wat hij onrechtvaardig vindt. Doordat er enkel eurocentrische bronnen zijn over de opstand, is er niet veel bekend over hoe de slaven de opstand beleefden. Leinders gaf hier invulling aan door veelvuldig gebruik te maken van flashbacks, waarin duidelijk wordt hoe de hoofdpersoon Tula denkt over familie, liefde, geloof en slavernij. Film en roman blijven fictie maar die interpretaties kunnen wel helpen om een beeld te krijgen van die tijd en de gebeurtenissen begrijpelijker te maken.

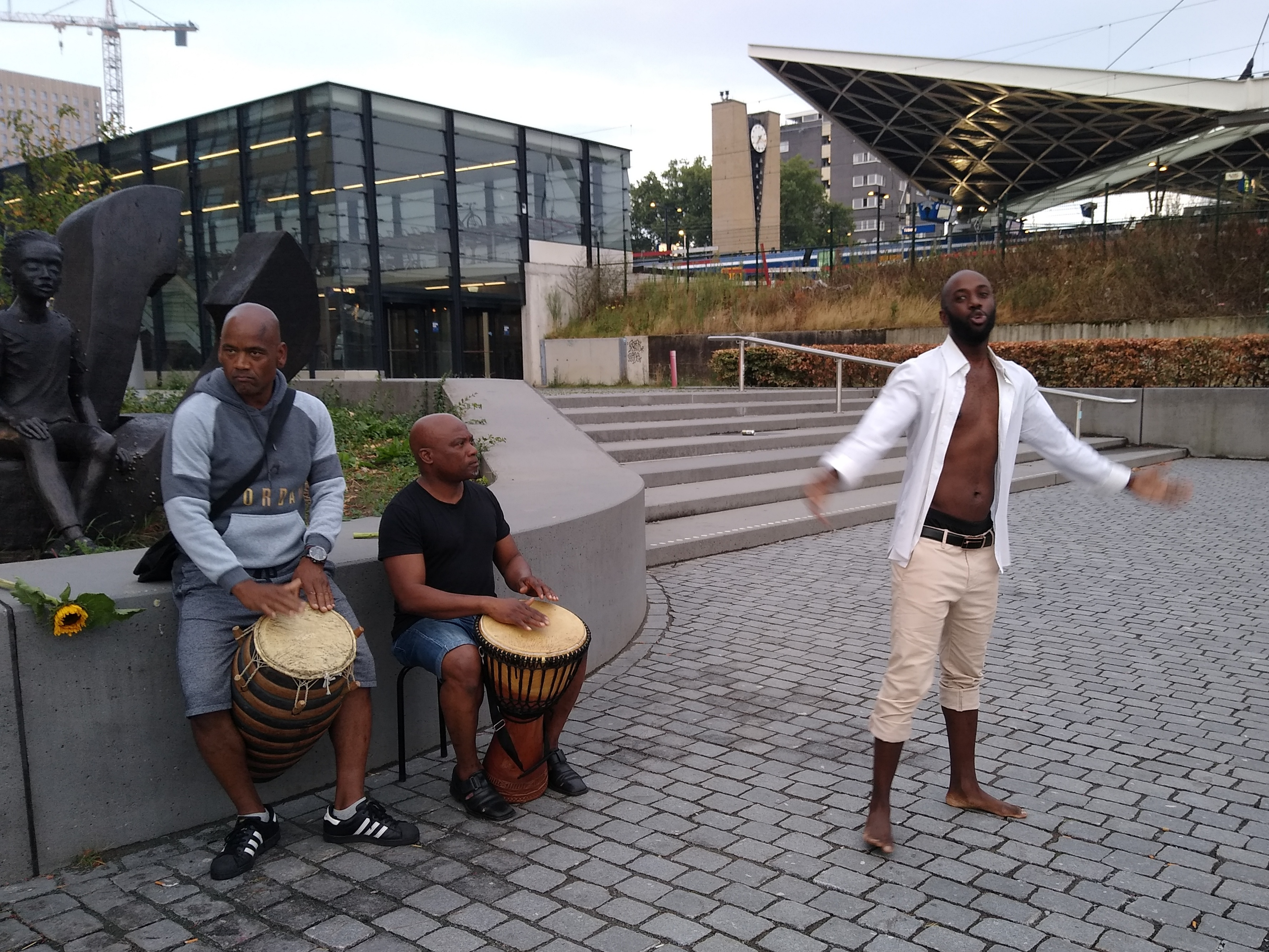
Tula's monoloog in Tilburg (2022)

De speelfilm en recente literaire werken geven enerzijds een karikaturaal beeld van de opstand, waarbij de kolonisten als de 'slechteriken' worden weggezet anderzijds geven ze ook een nuancering van eerdere beeldvorming over Tula. Tula wordt niet meer neergezet als bloeddorstige rebel, maar ook niet enkel als held; beiden zijn uitersten in de beeldvorming. Ruben Severina, voorzitter van belangenorganisatie Splika, kritiseerde edoch de speelfilm van Leinders: “Tula lijkt een lulletje rozenwater, die achter de feiten aanloopt. U gaat voorbij aan het historisch feit dat de opstand was voorbereid.” De regisseur zei daarop dat hij getracht heeft het verhaal van Tula geloofwaardig en feitelijk te vertellen, om zo “de huidige generatie Curaçaoënaars en vooral Nederlanders bewust te maken van het verleden en het trauma dat daarmee gepaard gaat.”

### Theater
In 2021 schreef Gisèle Mambre in opdracht van Theater voor Keti Koti Tula's Monoloog, een fictieve redevoering van Tula tegenover Shon Pastor, de bemiddelaar Jacobus Schink. Shon betekent 'eigenaar' in de geheimtaal van het Tambú.